# Moritz Julius Bonn
Moritz Julius Bonn (ur. 28 czerwca 1873 we Frankfurcie nad Menem, zm. 25 stycznia 1965 w Londynie) – niemiecki ekonomista i politolog, wykładowca akademicki, współpracownik niemieckiej delegacji negocjującej traktat wersalski, na emigracji od 1933 do śmierci, brytyjski agent wpływu w Stanach Zjednoczonych w okresie II wojny światowej.

## Życiorys
Moritz Julius Bonn urodził się 28 czerwca 1873 w rodzinie zasymilowanych Żydów we Frankfurcie nad Menem. Studiował ekonomię w Monachium i Wiedniu. W 1895 obronił pracę doktorską Spaniens Niedergang während der Preisrevolution des 16. Jahrhunderts napisaną pod kierunkiem Lujo Brentano (1844–1931). Następnie studiował w London School of Economics. W 1905 uzyskał habilitację (na podstawie pracy Die englische Kolonisation in Irland) na Uniwersytecie Ludwika i Maksymiliana w Monachium. W 1906 poślubił angielską sufrażystkę Theresę Cubitt. Od 1910 był wykładowcą i rektorem Wyższej Szkoły Handlowej w Monachium (Handelshochschule München, w 1946 włączonej do Uniwersytetu Ludwika i Maksymiliana).
W latach 1914–1917 prowadził wykłady gościnne na amerykańskich uczelniach. Oprócz pracy akademickiej, agitował na rzecz nieangażowania się Stanów Zjednoczonych w wojnę w Europie. Do Niemiec powrócił po zerwaniu przez to państwo stosunków dyplomatycznych ze Stanami Zjednoczonymi w 1917. Został doradcą cesarza do spraw amerykańskich.
Po I wojnie światowej, w latach 1920–1922, był ekspertem do spraw reparacji wojennych w Kancelarii Rzeszy; współpracował z niemiecką delegacją negocjującą traktat wersalski w Paryżu i uczestniczył w konferencji w Spa.  Był członkiem założycielem Niemieckiej Partii Demokratycznej (Deutsche Demokratische Partei).
Po 1920 został wykładowcą Wyższej Szkoły Handlowej w Berlinie i kierownikiem założonego przez siebie Instytutu Finansów, a w 1931 rektorem tej szkoły. W latach 1924–1926 wykładał na Williams College w Stanach Zjednoczonych.
W latach 1930–1932 był członkiem tzw. delegacji do spraw złota, powołanej przez Ligę Narodów do analizy rzadkości złota i jej wpływu na waluty oparte na złocie.
Po dojściu nazistów do władzy w 1933 został wyrzucony z pracy i uciekł do Londynu, gdzie w latach 1933–1938 wykładał w Londyńskiej Szkole Ekonomii. W czasie II wojny światowej pracował na uczelniach amerykańskich, gdzie prowadził działania na rzecz Wielkiej Brytanii jako agent wpływu. W 1946 powrócił do Londynu.

## Działalność naukowa
Jego zainteresowania naukowe obejmowały zagadnienia dotyczące imperializmu. Dzięki swoim znakomitym kontaktom w Wielkiej Brytanii otrzymał kontrakt na przetłumaczenie na język niemiecki i wydanie dzieła Johna Maynarda Keynesa (1883–1946) Ogólna teoria zatrudnienia, procentu i pieniądza (1936).

## Wybrane publikacje
- 1918 – Irland und die irische Frage[2]
- 1925 – Die Krisis der europäischen Demokratie[2]
- 1932 – Kapitalismus oder Feudalismus?[2]
- 1953 – So macht man Geschichte. Bilanz eines Lebens (autobiografia)[5]

## Nagrody i wyróżnienia
- 1956 – tytuł doctor honoris causa przyznany przez Wolny Uniwersytet Berliński[2]